# Rieveaulx-i Szent Aelred
Rieveaulx-i Szent Aelred, más írásmóddal Ailred, Ælred, Æthelred (latinul: Aelredus Riaevallensis, angolul: Aelred of Rievaulx), (Hexham, 1110 – Riewaulx, 1167. január 12.) középkori angol szerzetes, egyházi író.

## Élete
Aelred bencés-rendi szerzetes volt, aki jelentős írói tevékenysége mellett a legszigorúbb angol kolostor, Riewaulx alapítójaként vált híressé.
Legendája szerint egy alkalommal a következő eset történt veleː egyik novíciusa vissza akart térni a világba, Aelred pedig hiába kérlelte a maradással. Végül így szólt hozzáː „Ne tedd tönkre magadatː különben – nem is teheted, ha akarnád se.” Az ifjú elhagyta a kolostort, és miután a környező hegyekben vándorolt, estére véletlenül mégis visszatévedt a saját kolostorához. Aelred így fogadtaː „Látod, fiam, annyi könnyet ontottam érted Isten előtt; tudtam, nem enged elveszni.”

## Művei magyarul
- A lelki barátságról; ford. Henkey-Hőnig Károly, bev., életrajz Vucskits Jenő; Ludvig Ny., Miskolc, 1943
- Rievaulxi Boldog Eldréd: A tizenkét éves Jézusról és Oratio pastoralis / A tizenkét éves Jézusról / Lelkipásztorok imája; ford., bev. Horváth Olga; Szt. Mauríciusz Monostor–L'Harmattan, Bakonybél–Bp., 2009, ISBN 978-963-7343-50-6, 58 p.